# Unión de Trabajadores de Colombia

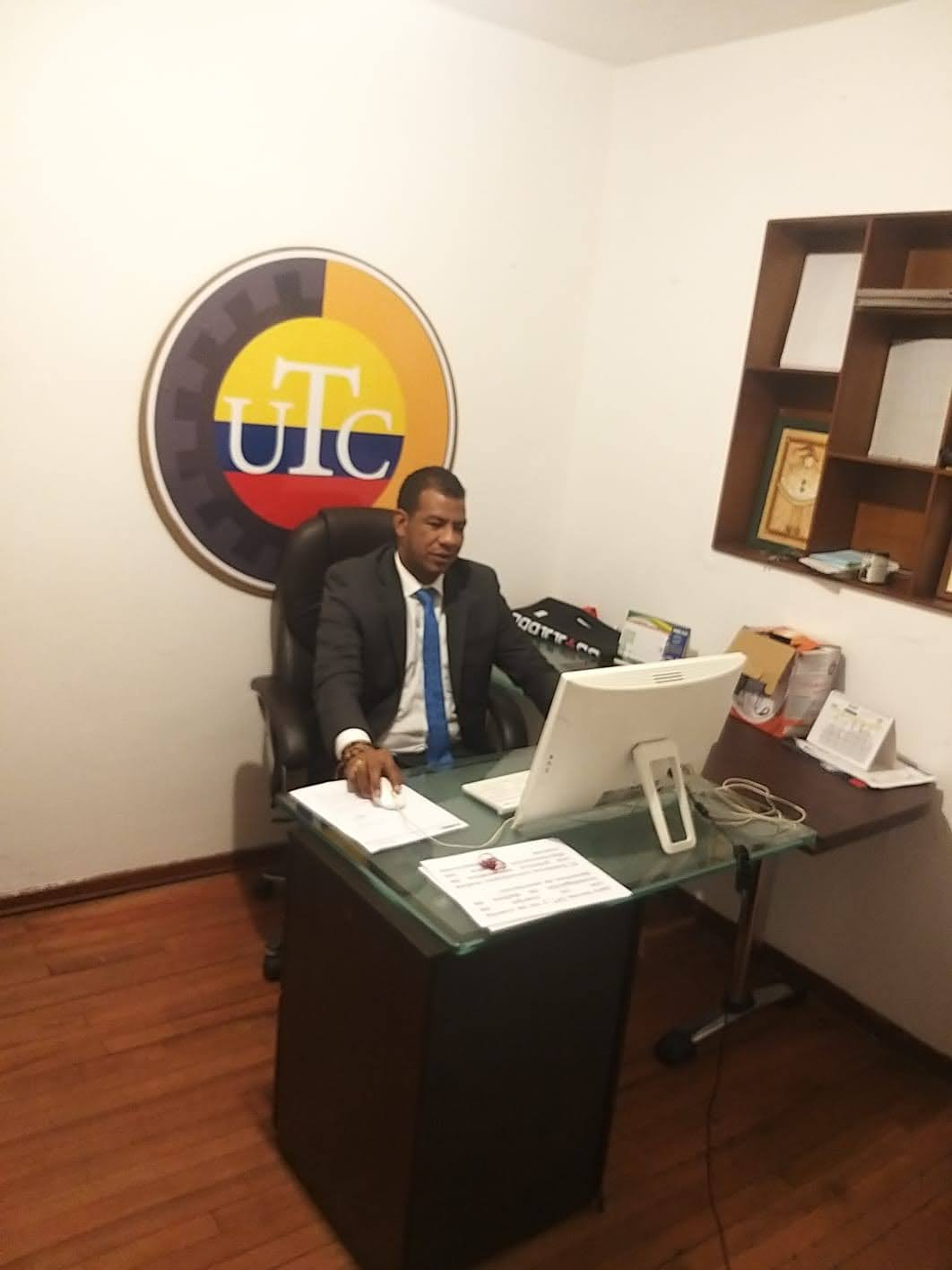
Alfredo Díaz Balanta - Fiscal Nacional UTC - Presidente Nacional de la Unión Nacional Sindical de Trabajadores de la Seguridad UNSITRASEG

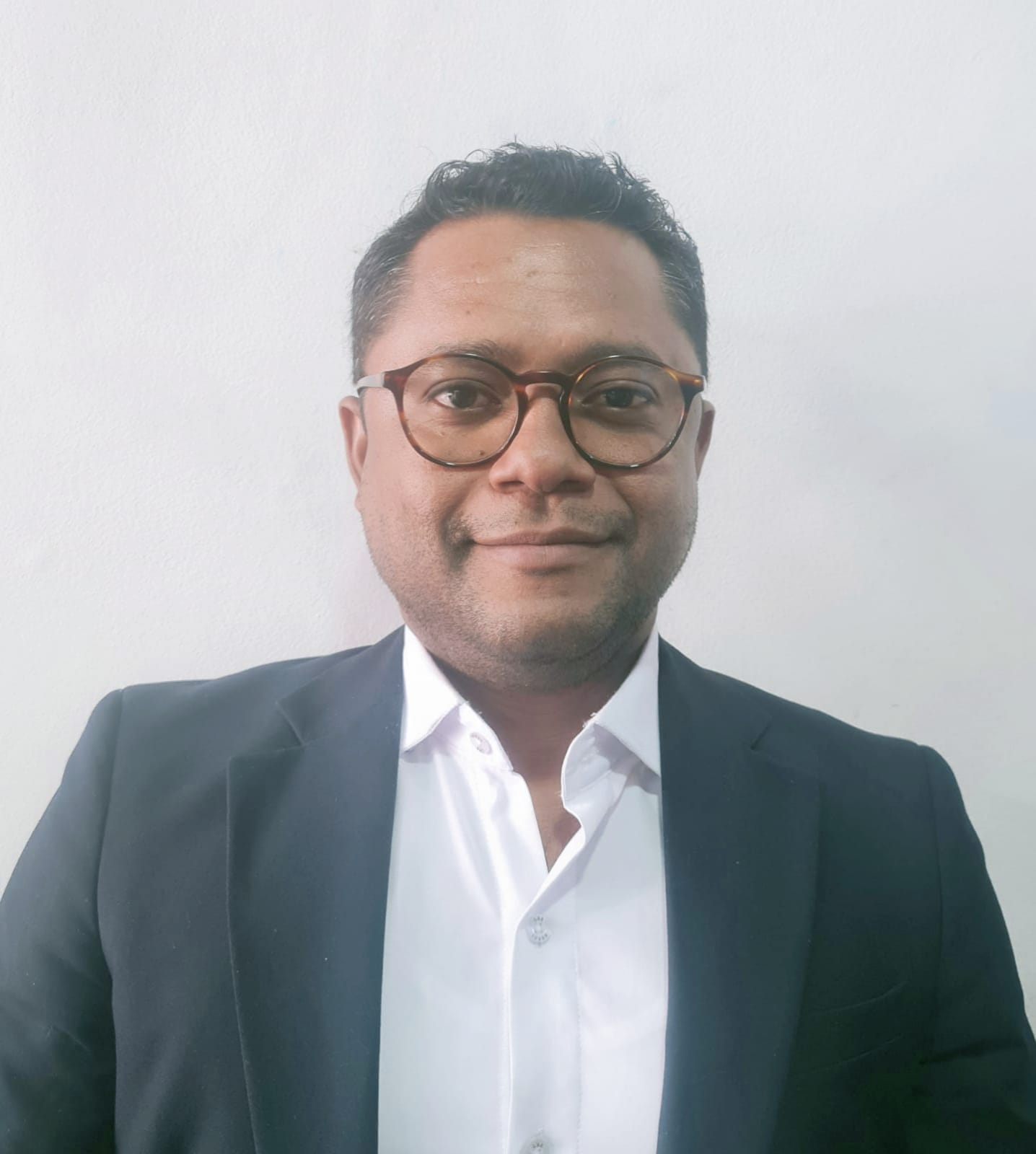
Cristian Eduardo Acosta Olascuagas - Secretario General Nacional UTC - Secretario Derechos Humanos de la Unión Nacional Sindical de Trabajadores de la Seguridad UNSITRASEG - Defensor Derechos Humanos

La Unión de Trabajadores de Colombia (UTC) es una Confederación Sindical Obrera colombiana, fundada en 1946 y quien se identifica actualmente como "una confederación sindical sensata, apolítica, ecléctica y pragmática".

## Historia
Fue fundada por la comunidad jesuita de la Iglesia Católica el 12 de junio de 1946. Uno de sus sectores fundadores fueron los sindicatos católicos en las fábricas textiles de Medellín, al cual se unirían otros sindicatos como la Unión de Trabajadores de Antioquia, la Unión de Trabajadores de Boyacá, la Federación Agraria Nacional, la Federación de Mineros de Cundinamarca entre otros 40 sindicatos. Esta Central Obrera fue apoyada en sus inicios por la Iglesia y el gobierno de Mariano Ospina Pérez, en gran parte porque no representaba una amenaza para la élite política y económica. Durante el Frente Nacional (1958-1974), la UTC entró en crisis y varios sindicatos se retiraron de la misma. En el 2014 se regenta la UTC e inicia su reconstrucción con la participación de Federaciones y Sindicatos del sector público y privado, conformando la Confederación UTC.

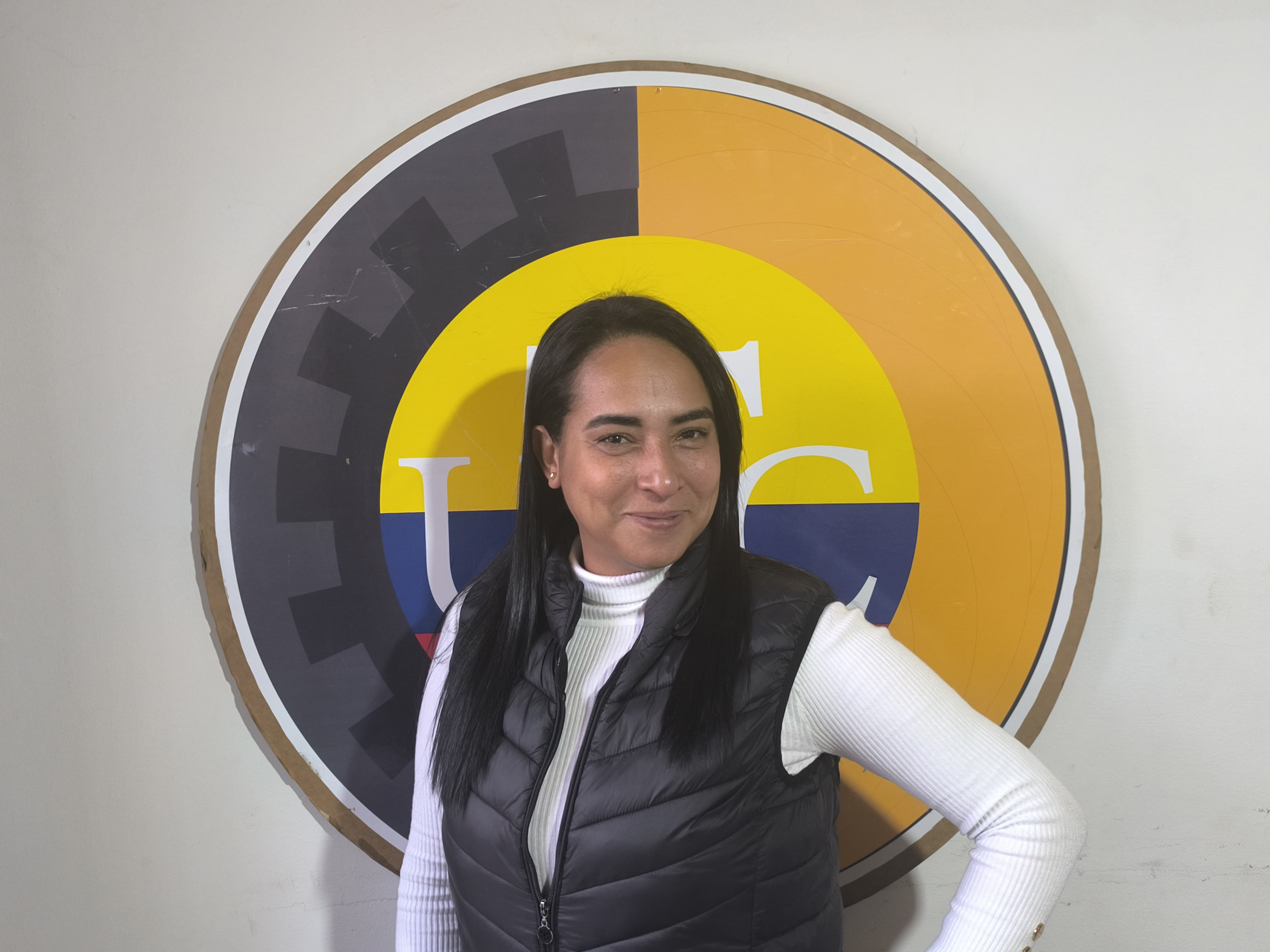
Luisa Fernanda Montaño - Líder Social - Asociación Campesina, Gallera y Agricultores del Magdalena Medio - ASCADGGRIMAD

## Negociaciones Pliegos Estatales
La Unión de Trabajadores de Colombia ha participado de manera activa en los procesos de negociación estatal de los servidores públicos ante el Gobierno Colombiano en los años 2015, 2017, 2019, 2021 y 2023.

## Negociación Pliego Estatal 2019
La unión de trabajadores de Colombia UTC logró la creación de la Mesa del Sector Defensa, dado que dentro de la Confederación Sindical se encuentra afiliado el Sindicato SINSERGEN.

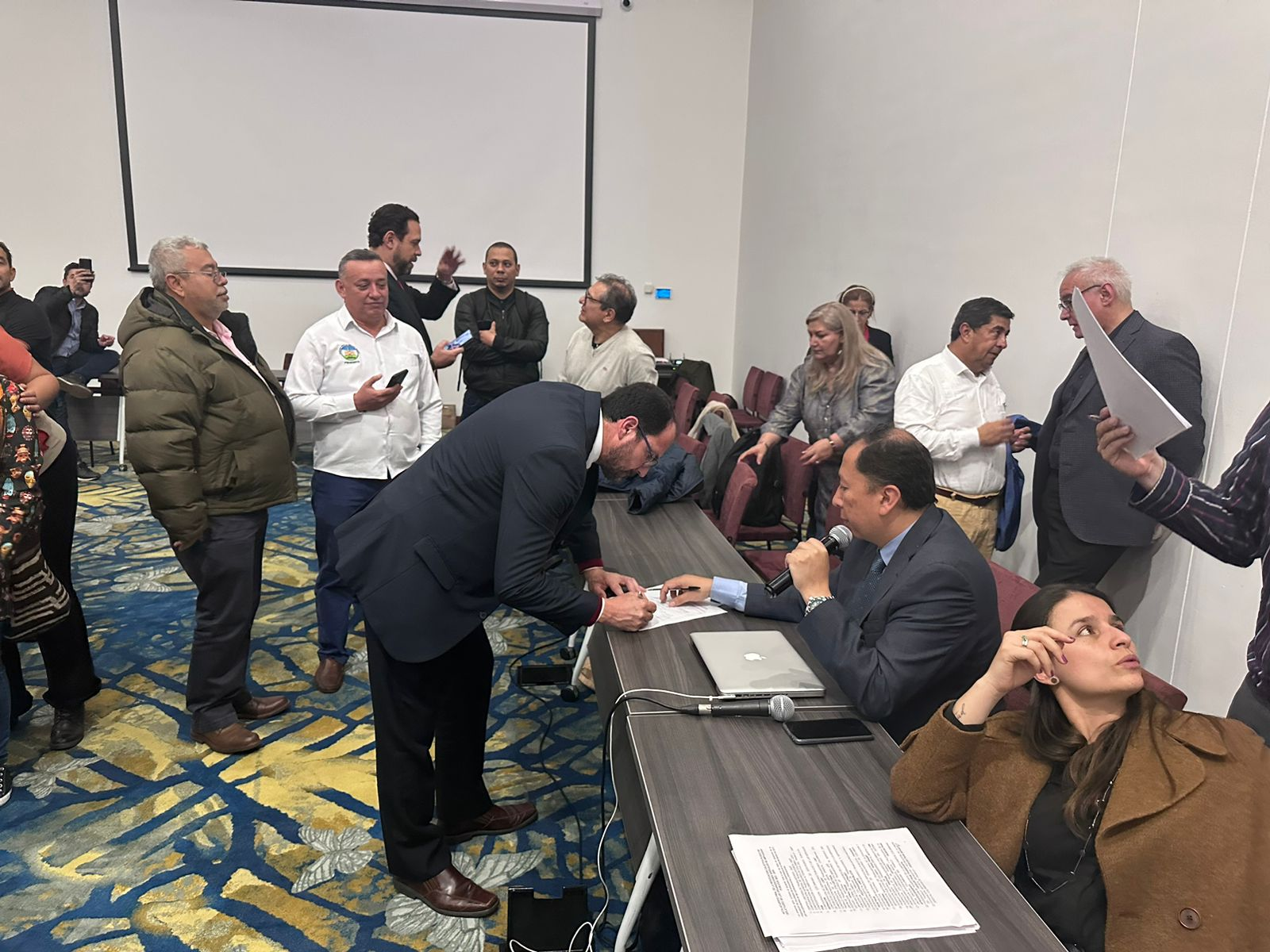
Firma Acuerdo Estatal 2023 - Carlos Alberto Sánchez Grass - Presidente UTC y Negociador Estatal

## Asociaciones Campesinas
La Confederación Sindical Unión de trabajadores de Colombia dentro de su vocación de ayuda, ha estado presente en el apoyo a las Asociaciones Campesinas en la defensa de sus derechos dentro del ordenamiento legal Colombiano, amparados en lo establecido en la Ley 160 de 1994, la Sentencia C-077 de 2017 de la Corte Constitucional, la Ley 2219 de 2022 y el Acto Legislativo 01 de 2023.  